# Alpine Lakes Wilderness
El Área silvestre de los lagos alpinos (del inglés Alpine Lakes Wilderness) es una amplia región silvestre que abarca la cordillera de las Cascadas centrales del estado de Washington en los Estados Unidos. La región natural está ubicada en partes del Bosque Nacional Wenatchee y el Bosque Nacional Snoqualmie, y está aproximadamente delimitado por la Interestatal 90 y el Paso Snoqualmie al sur con la Ruta 2 de los Estados Unidos y el Paso Stevens al norte. Los lagos alpinos son el área silvestre más grande cerca de los centros de población del Estrecho de Puget, sumando 414,161 acres (167,6 ha) tras la expansión de 2014.

## Historia
El área silvestre fue originalmente designada área limitada de los lagos alpinos en 1946, pero esta designación no ofrecía protección contra la extracción de recursos y estaba regulada exclusivamente por el Servicio Forestal de los Estados Unidos.  La región y las áreas adyacentes se estaban utilizando ampliamente para la minería, la extracción de madera y la captura de pieles que produjeron carreteras, cortes limpios y degradación ecológica. Los esfuerzos para proteger aún más los bosques del valle inferior de Alpine Lakes comenzaron en la década de 1950 por el Consejo de Conservación de North Cascades formado en 1957 y en octubre de 1968 se formó Alpine Lakes Protection Society. Sin embargo, fueron los planes del Bosque Nacional Snoqualmie para expandir las ventas de madera y construir una carretera por el valle del río Miller hasta el lago Dorothy y luego en la bifurcación media del río Snoqualmie hasta la ciudad de North Bend lo que inició una campaña de base para eliminar la autoridad de toma de decisiones unilateral fuera del Servicio Forestal. Además, los conservacionistas criticaron activamente a favor de que el uso recreativo no debería ser exclusivo del terreno alpino superior, ya que el liderazgo forestal regional abogaba por salvaguardar los bosques inferiores para posibles ventas de madera. Una enmienda poderosa y clave a la Ley de Vida Silvestre un congresista de Colorado, le dio al Congreso y no a las agencias federales de tierras la capacidad de proponer, debatir y votar sobre nuevas designaciones de áreas silvestres.

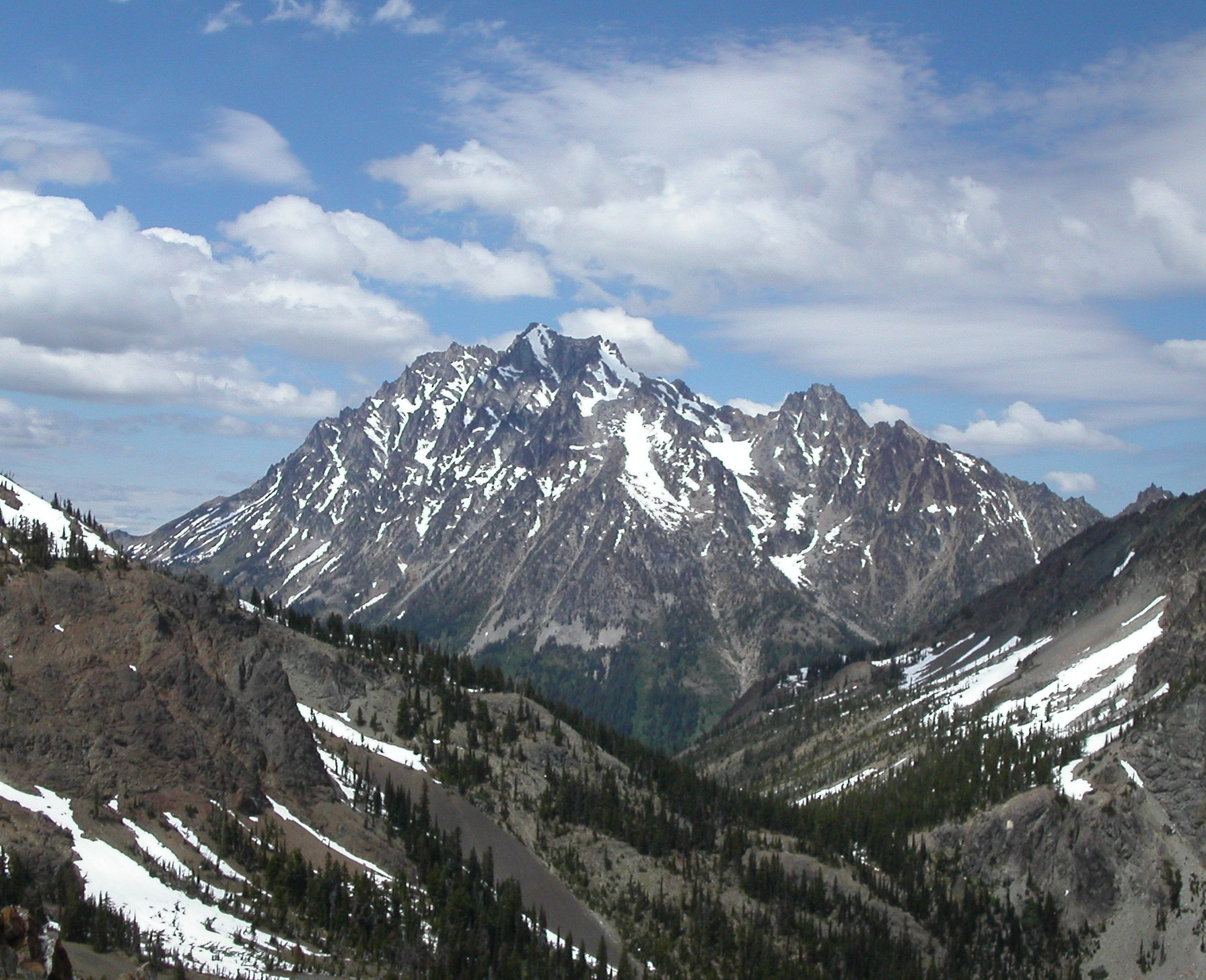
Mount Stuart,, el punto más alto en el área silvestre

Después de debates agotadores, reuniones públicas e incluso con una solicitud de veto del Servicio Forestal, el entonces presidente de los Estados Unidos Henry Ford firmó la Ley de Manejo del Área de los Lagos Alpinos el 12 de julio de 1976, según se informa diciendo que cualquier lugar de tal hermosura debía ser preservado. Después de esta designación, cuatro propiedades en el área de los lagos alpinos se incluyeron en el Registro Nacional de Lugares Históricos: el distrito histórico de Stevens Pass , la estación Salmon La Sac Guard, Blewett Arrastra y el municipio de Liberty. 

### Expansión
El 12 de diciembre de 2014, el Congreso aprobó una ley que amplía el área silvestre de los lagos alpinos en 22,000 acres en el valle de Middle Fork Snoqualmie y otorga el estatus de río nacional salvaje y escénico a las secciones de los ríos Middle Fork Snoqualmie y Pratt. La legislación se incluyó como parte de un paquete de 100 proyectos de ley de tierras públicas adjuntos a la Ley de Autorización de Defensa Nacional de 2015. El entonces presidente Barack Obama promulgó la legislación el 19 de diciembre de 2014, lo que marcó la primera designación importante de áreas silvestres en el estado de Washington desde la incorporación de Wild Sky Wilderness en 2008.

## Geología

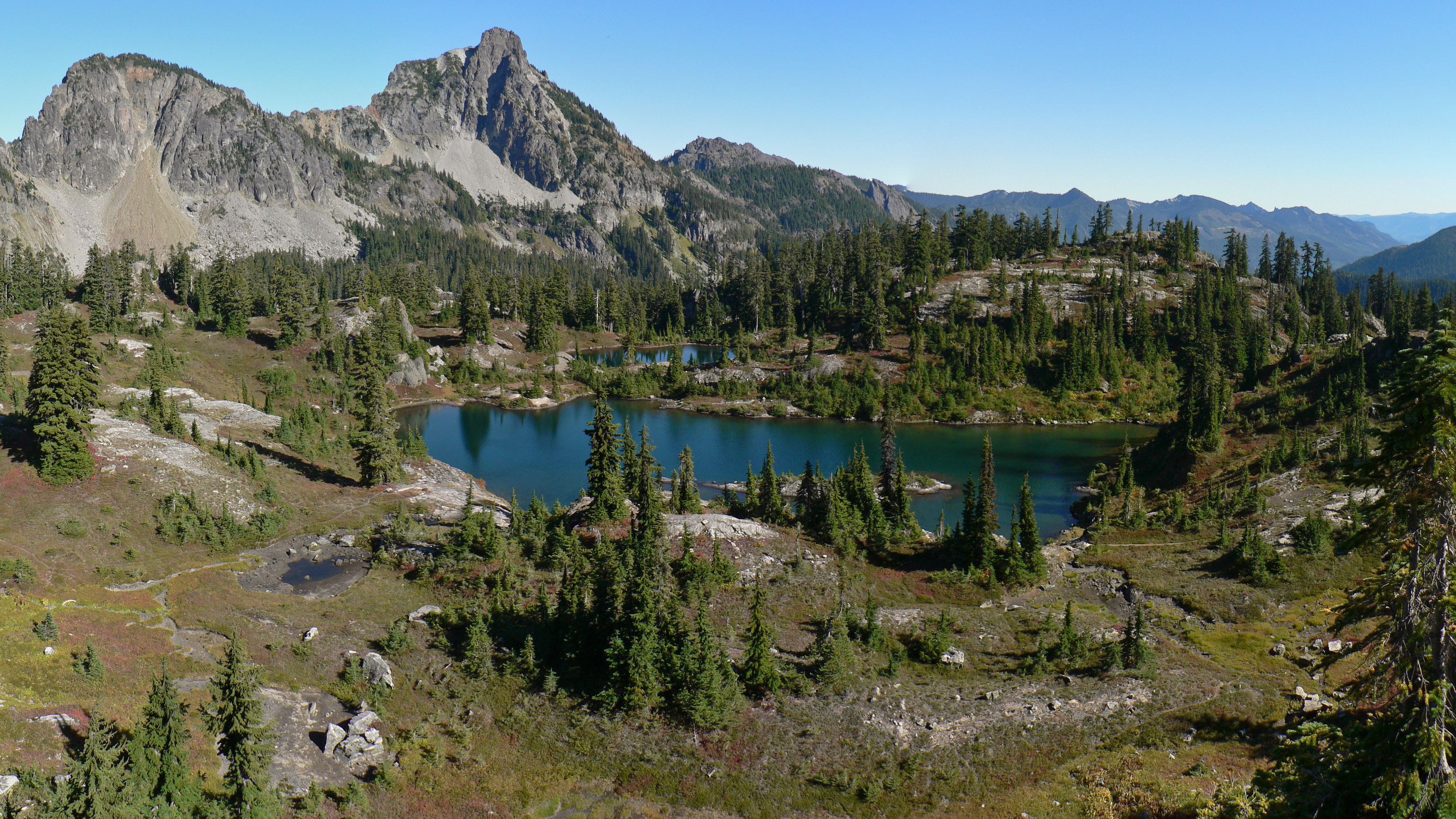
Lila Lake en Rampart Ridge con Hibox Mountain,, al fondo.

El área silvestre de los lagos alpinos presenta algunas de las topografías más accidentadas de la Cordillera de las Cascadas con picos y crestas escarpadas, profundos valles glaciares y paredes de granito con más de 700 lagos de montaña. Los eventos geológicos que ocurrieron hace miles años crearon la topografía diversa y los cambios drásticos de elevación sobre la Cordillera de las Cascadas que llevaron a las diversas diferencias climáticas. Estas diferencias climáticas conducen a una variedad de vegetación que define las ecorregiones en esta área. El rango de elevación de esta área es de aproximadamente 1000 pies (300 m) en las elevaciones más bajas, a más de 9000 pies (2700 m) en el monte Stuart . 
La historia de la formación de las Montañas Cascade se remonta a hace millones de años hasta finales del Eoceno. Con la Placa de América del Norte dominando la Placa del Pacífico, persistieron los episodios de actividad ígnea volcánica. Además, pequeños fragmentos de la litosfera oceánica y continental llamados terranes crearon las Cascadas del Norte hace unos 50 millones de años.
Durante el período Pleistoceno que se remonta a hace más de dos millones de años, la glaciación avanzó y retrocedió repetidamente recorrió el paisaje dejando depósitos de escombros rocosos. El último retroceso de los glaciares en el área de los lagos alpinos comenzó hace unos 14.000 años y se produjo al norte de la frontera entre Canadá y Estados Unidos hace 10.000 años. La sección transversal en forma de "U" de los valles fluviales es el resultado de esa reciente glaciación.  El levantamiento y la formación de fallas en combinación con la glaciación han sido los procesos dominantes que han creado los picos altos y los valles profundos de la zona salvaje de los lagos alpinos.
El tipo de roca más común en esta área es la ígnea intrusiva, que son graníticos altamente fragmentados, esto incluye la mayor parte del área de Foss Lakes y Enchantment Lakes .  Los otros tipos de rocas principales son sedimentarias, metamórficas, complejos de rocas ultrabásicas y el grupo ígneo extrusivo que incluye basalto, andesita y riolita . Las rocas metamórficas se encuentran principalmente en la parte norte y la zona sur está formada por rocas volcánicas y sedimentarias. Las montañas Wenatchee están compuestas principalmente de peridotita .

## Ecología

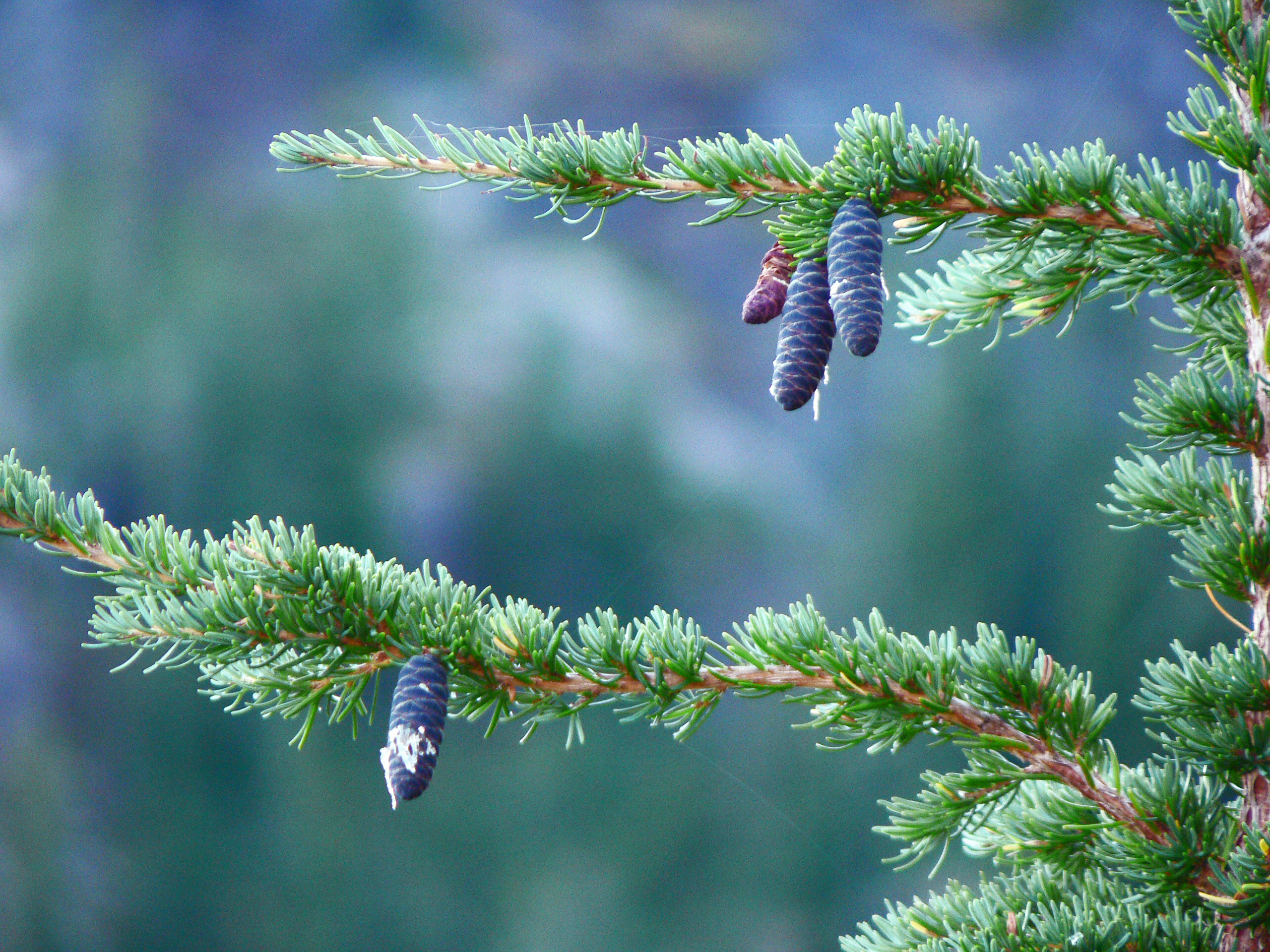
Cicuta de montaña, en la región de los lagos alpinos

La Agencia de Protección Ambiental de EE. UU. considera que el Alpine Lakes Wilderness se encuentra en la ecorregión North Cascades, dominada por bosques, ecozonas subalpinas y alpinas. Las especies de árboles indicadores de las zonas individuales incluyen la cicuta occidental, el abeto plateado del Pacífico, la cicuta montañesa subalpina, el abeto subalpino y el abeto grande / abeto Douglas .
La región ofrece una gran diversidad de especies tanto de plantas como de animales. El desierto de los lagos alpinos y sus bosques primarios ofrecen un hábitat crítico para muchas especies en la lista de "Especies de preocupación" del Departamento de Pesca y Vida Silvestre del Estado de Washington, que incluye la rana manchada occidental (Rana pretiosa), el bribón común Gavia immer), el achichilique común (Aechmophorus occidentalis), el azor norteño (Accipiter gentilis), águila real (Aquila chrysaetos), águila calva (Haliaeetus leucocephalus), Halcón peregrino (Falco peregrinus), esmerejón (Falco columbarius), búho flamulado (Otus flammeolus), búho moteado (Strix occidentalis)), vencejo de Vaux (Chaetura vauxi), el picamaderos americano (Dryocopus pileatus), pájaro carpintero de Lewis (Melanerpes lewis), pájaro carpintero de cabeziblanco (Picoides albolarvatus), pico ártico (Picoides arcticus), alondra cornuda (Eremophila alpestris)), Trepador pechiblanco (Sitta carolinensis), cuitlacoche de las artemisas (Oreoscoptes montanus), alcaudón americano (Lanius ludovicianus), gorrión zacatero pechiblanco (Pooecetes gramineus), gorrión troglodita (Amphispiza belli), murciélago orejudo de Townsend (Corynorhinus townsendii), marta pescadora (Pekania pennanti), glotón (Gulo gulo) y el lince canadiense (Lynx canadensis).

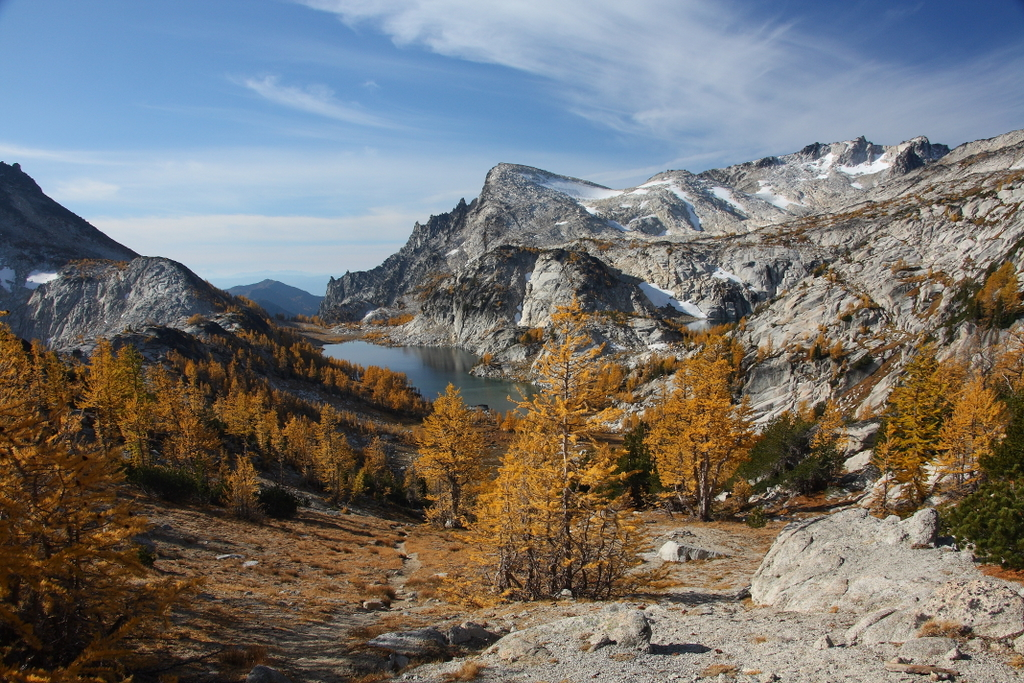
Cuenca de los lagos encantadores de Prusik Pass

El área silvestre de los lagos alpinos ofrece muchos beneficios ecológicos. El desierto ofrece una calidad de agua excepcional y contiene porciones, o todas, las cabeceras de los ríos Skykomish, Snoqualmie, Wenatchee y Yakima .  Los ríos Skykomish y Snoqualmie fluyen hacia el oeste hacia el río Snohomish y los ríos Wenatchee y Yakima fluyen hacia el este hacia el río Columbia . Además de más de 700 lagos, esta área ofrece más de 300 millas (482,8 km) de arroyos de clase uno y dos del Servicio Forestal. La región juega un papel importante tanto en el uso doméstico del agua como en el riego en la región circundante. Esto es crítico con el creciente desafío de proporcionar un suministro adecuado de agua limpia con la creciente población y el aumento de la demanda agrícola que la rodea.  La expansión de Alpine Lakes Wilderness en el área del río Pratt permitiría una mayor protección de los bosques de menor elevación de esta región y el cobertizo de agua más bajo. Además, esos bosques sirven para reducir la frecuencia de inundaciones.
Alpine Lakes Wilderness es administrado por el Bosque Nacional Mount Baker-Snoqualmie en el oeste y el Bosque Nacional Okanogan - Wenatchee en el este. Hay cuatro distritos de guardabosques, Cle Elum, Leavenworth, Snoqualmie y Skykomish que administran esta tierra. El área silvestre es una de las áreas recreativas al aire libre más populares del estado de Washington. Aunque esta área tiene la designación de desierto y no pueden operar vehículos motorizados como automóviles, motocicletas o incluso bicicletas en esta área, hay mucho tráfico peatonal y campamentos en todas los niveles. Debido a este tráfico pesado, administrar el área de Alpine Lakes Wilderness para preservar su integridad es un gran desafío. La popularidad de esta área recreativa ha generado impactos físicos, biológicos y sociales.
El Servicio Forestal ha tomado muchas medidas para minimizar los impactos ambientales debido al uso recreativo intensivo. La educación y la información es un método principal utilizado por el Servicio Forestal. Otros métodos incluyen contactos de Wilderness Ranger, regulación, permisos, esfuerzos de restauración y limpieza de senderos. Debido a la popularidad del área de Enchantment Lakes dentro de Alpine Lakes Wilderness, se requieren permisos de Wilderness. Estos permisos deben solicitarse mucho antes de la visita y se seleccionan al azar.

## Recreación

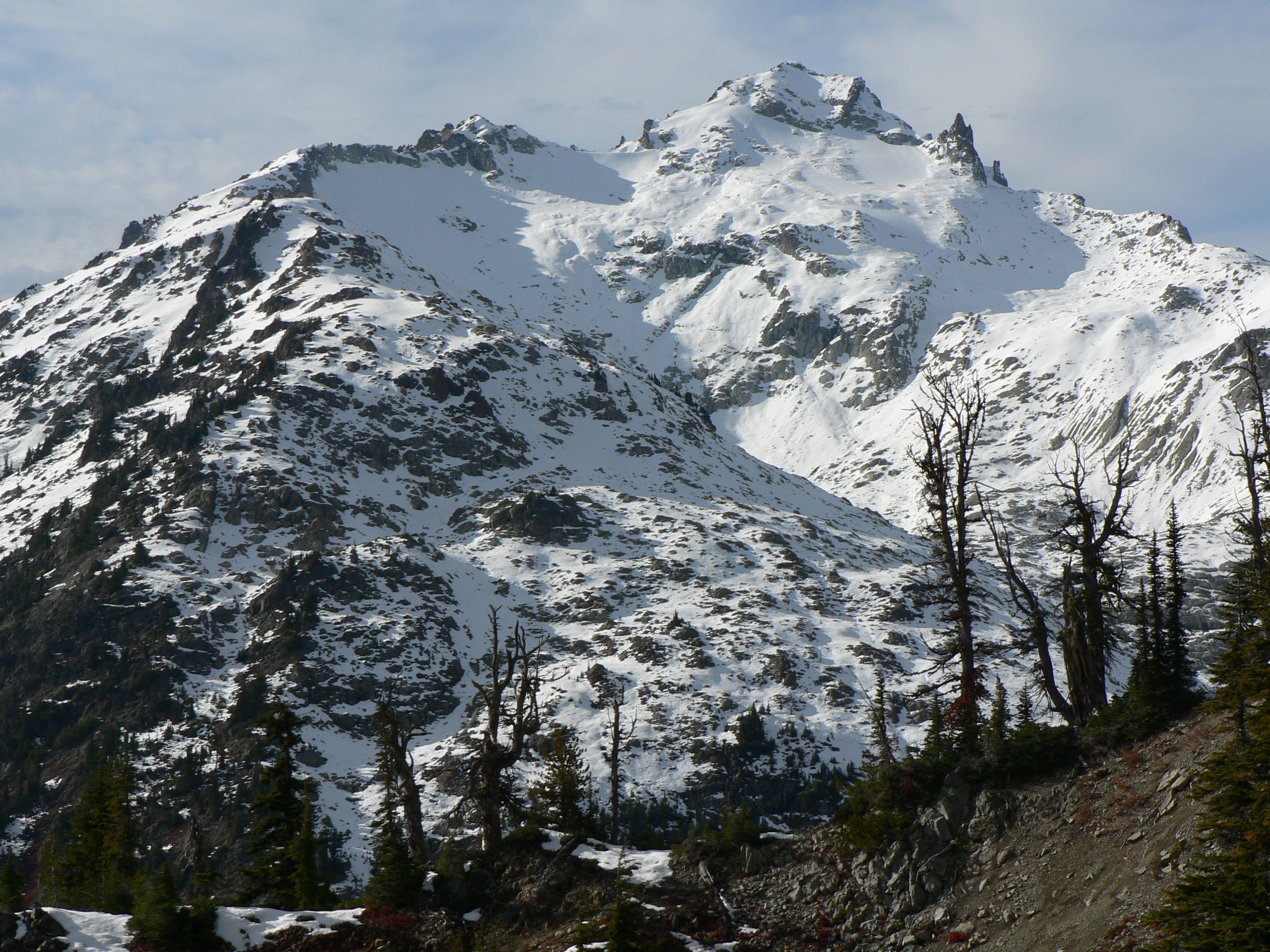
Monte Daniel,, con nieve a principios de otoño

Se puede acceder al extremo occidental de Alpine Lakes Wilderness a través del Middle Fork del río Snoqualmie al noreste de North Bend, Washington . Snoqualmie Pass brinda acceso al extremo suroeste de la naturaleza. Salmon La Sac al norte de Roslyn, Washington, es un centro de senderos y caminos del Servicio Forestal de los EE. UU. Que brindan entrada a las regiones del sur y el centro. La cordillera Stuart en el extremo este del desierto es accesible por Ingalls Creek en el sur y Icicle Creek, cerca de Leavenworth, Washington, en el norte. Al norte de Icicle Creek se encuentran las montañas Chiwaukum que se extienden hacia el norte hasta la autopista 2. Se puede acceder a la parte norte de los lagos alpinos desde la autopista 2 y Stevens Pass .  
Un segmento de Pacific Crest Trail conduce desde Snoqualmie Pass hasta Stevens Pass e incluye Kendall Catwalk en Kendall Peak . Esta sección expuesta no debe intentarse en condiciones de nieve o hielo.

## Montañas de importancia

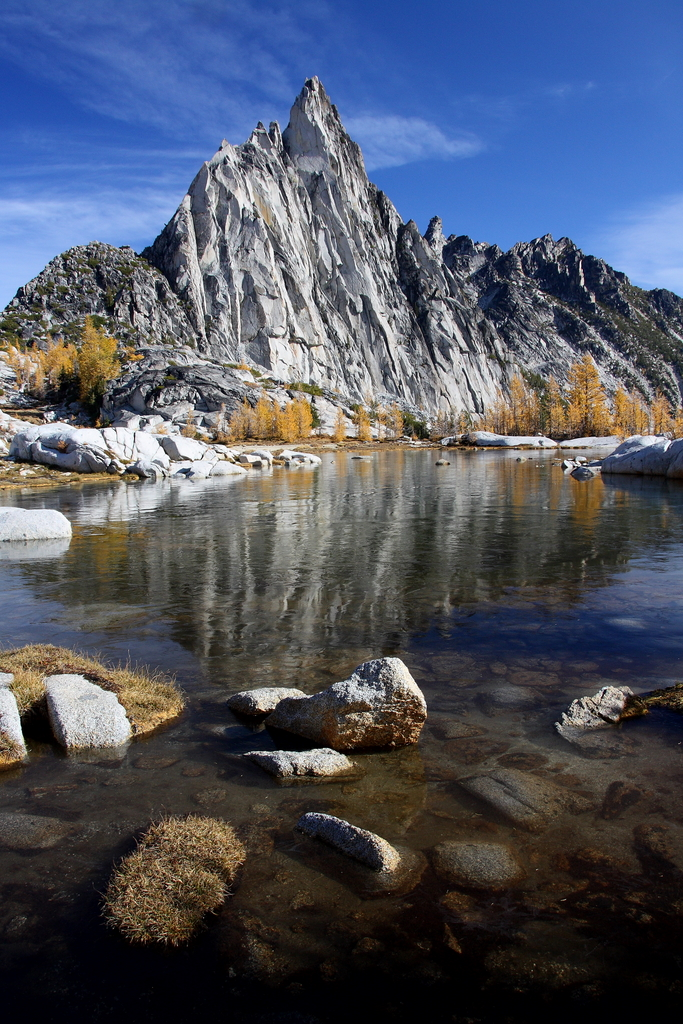
Gnome Tarn y Prusik Peak en Los encantamientos.

Las montañas y cordilleras más notorios en el área silvestre incluyen:
- Montañas Chiwaukum
- Monte Daniel — 7960 pies (2426 m), el punto más alto en los condados de King y Kittitas
- Mount Stuart — 9415 pies (2870 m), el punto más alto en el área silvestre
- Cordillera Stuart
- Montañas Wenatchee

## Lagos
Lagos notables en el área silvestre incluyen:
- Lagos de encantamiento
- Mason Lago
- Melakwa Lago
- Snoqualmie Lago